# Primula albenensis
Primula albenensis är en viveväxtart som beskrevs av E. Banfi och R. Ferlinghetti. Primula albenensis ingår i släktet vivor, och familjen viveväxter. Inga underarter finns listade i Catalogue of Life.